# The Transporter
The Transporter, en inglés; Le Transporteur, en francés, es una película francesa en idioma inglés dirigida por Louis Leterrier y Corey Yuen. Su guionista, Luc Besson, se inspiró en la serie de cortos de BMW "The Hire" para crear esta película. Se estrenó en Francia el 2 de octubre de 2002 y el 11 de octubre del mismo año en Estados Unidos. Los protagonistas son Jason Statham como Frank Martin y Shu Qi como Lai Kwai. Esta es la primera película de la serie, a la que siguieron Transporter 2 y Transporter 3.

## Argumento
La película comienza con Frank Martin interpretado por Jason Statham, en su BMW E38 735i negro, sentado solo en un estacionamiento, poco después arrancando su coche y conduciendo hasta el sitio donde celebraría su trato. Martin llega a un banco donde aparecen 4 tipos armados y enmascarados trayendo consigo maletas llenas de dinero. Los cuatro hombres se meten al auto; de cualquier forma, Martin se niega a arrancar el coche ya que ellos han cambiado el trato, en el cual había sido acordado que solo serían tres hombres. El líder de los hombres amenaza a Martin, pero debido a que el coche de Martin está codificado, no hay ninguna otra opción que pegar un tiro a uno de los hombres y empujarlo fuera del coche. Una larga persecución de automóviles sigue en la cual queda plasmada la habilidad como conductor por parte de Martin gracias a la cual se permite se den a la fuga de las patrullas que les persiguen. Al final de la persecución los hombres ofrecen a Martin más dinero para que los lleve más lejos, pero la oferta es rechazada porque "ese no era el trato".
Frank es visto después en su casa a lo largo de la costa sur de Francia, limpiando su coche. Un detective de la policía local amigo de Frank, de nombre Tarconi, lo visita para preguntarle si Martin sabe algo sobre una persecución policiaca que implica a un coche del tipo que él posee, la cual ocurrió el día anterior. Martin niega que él tenga algo que ver a lo cual Tarconi se marcha. Martin recibe entonces una llamada de un hombre que "busca un transportador", Martin está de acuerdo con encontrarse. Al llegar al lugar Martin encuentra al hombre en una barra, donde él explica tres de sus cuatro reglas:
1. "Nunca cambies el trato"
2. "Sin nombres"
3. "Nunca abras el paquete"

La cuarta regla no la especifica, pero en Transporter 2 se revela que es: "No prometas lo que no cumplirás".
El trato es acordado. El día del trato, Martin recoge el paquete, que es colocado en su maletero, y sale a recorrer el camino. Mientras recorre el camino, Martin tiene un pinchazo. Él abre el maletero, para cambiarla por la rueda de repuesto, y se encuentra con que el paquete se mueve. Él empuja el paquete dentro del maletero, y empieza a trabajar en el pinchazo. Arreglado esto pasa a comer en una parada de descanso, él vuelve a su coche y abre la cajuela y, rompiendo una de sus propias reglas, abre el paquete. Dentro él encuentra a una muchacha (Qi) quien está amarrada de pies y manos además tiene cinta sobre su boca. Él corta la cinta y le permite beber por una pajita. Él le quita la cinta, y ella dice que "tiene que hacer pis", y le pregunta si quiere que ella se lo haga en su maletero. Él está de acuerdo con dejarle ir al bosque durante un minuto. Después de que el minuto pasa, Martin sigue la cuerda con la cual le amarró para descubrir que la muchacha se ha escapado. Él rápidamente la encuentra, la amarra y la lleva en su espalda al coche, sólo para encontrar que dos policías miran su coche sobre el camino. Él los derrota en combate cuerpo a cuerpo, los amarra y pone a ambos en el maletero, "con el paquete".
Martin llega a su destino y entrega el paquete a (Schulze). Él le pregunta si abrió el paquete. Martin dice que NO. (Schulze) le pregunta si le importaría transportar algo para él, Martin acepta la oferta. En su camino a casa Martin para en otra parada de descanso, al salir de ésta misteriosamente su auto explota y recordando que el nuevo "paquete" lo mantenía en su carro. Martin vuelve a la casa de (Schulze) y da una paliza a todos sus cómplices. Él roba un Mercedes Benz de la colección de coches de éste, sólo para descubrir que en la huida en el asiento trasero está la muchacha "del paquete". Todavía amordazada. Él la lleva a su casa esa noche, y al cuestionarla le dice que su nombre es "Lai".
La mañana siguiente Tarconi vuelve a la casa, y encuentra Lai, quien dice que es "la nueva cocinera". Él les explica que la policía ha encontrado el coche de Martin, el cual había sido explotado el día anterior, y que ellos todavía trataban de clasificar los restos de los dos policías, ya que ambos habían sido matados. Martin dice que su coche fue robado, Lai lo apoya diciendo que ella fue quien lo recogió cuando iba camino a casa. Tarconni los deja, diciendo a la pareja que deben ir a la estación más tarde ese día para explicar la verdad.
Un grupo de hombres llega a la casa de Martin, y la destruyen con un bazooka y armas de gran calibre, aunque Martin y Lai son capaces de escaparse por un camino submarino. Ellos nadan hasta que alcanzan otra casa donde Martin se quita la ropa, dirigiéndose a la habitación. En ese momento Lai igualmente se quita la ropa que lleva puesta. Los dos caminan hacia a la habitación principal, Lai le habla a Martin, hace que la mire desnuda y ella se le acerca y lo besa apasionadamente, él se desprende de ella pero ella insiste y lo vuelve a besar, después se dirigen los dos besándose hacia la habitación donde allí en la cama  hacen el amor. Más tarde van a la comisaría a ver Tarconi, le dicen que dieron un paseo y la casa había sido destruida para cuando ellos habían vuelto. Tarconi los deja y Lai usa su ordenador para detectar a su captor que es Derren Bettencourt, pero solo es referido como "Wall Street". Dejan la comisaría, pero Tarconi descubre que ellos habían estado buscando a Wall Street.
Martin trata de alejarse, pero Lai protesta que hay cuatrocientas personas que están siendo pasadas de contrabando en el país por Wall Street, dentro de un barco en contenedores, incluyendo a su padre y sus hermanas. Martin está de acuerdo en ayudarle a encontrarlo. Ellos van a la oficina de Derren Bettencourt, pero Martin queda sorprendido cuando el padre de Lai es revelado como un cómplice en el contrabando. Martin es noqueado por uno de los cómplices mientras la policía llega. Incapaz de defenderse, Martin es detenido. Tarconi pregunta a Martin qué es lo que pasa, Martin contesta que la gente está siendo pasada de contrabando en el país y que si le dan la oportunidad él podría coger al padre de Lai y a Derren Bettencourt. Tarconi está de acuerdo y ellos organizan una situación con Tarconi de rehén para salir de la comisaría e ir al puerto.
Martin sigue solo y encuentra las cajas de embarque, en las cuales la gente está siendo pasada de contrabando. Sin embargo, ellos están siendo transportados y él no tiene otra opción que seguirlos. Martin es descubierto por Bettencourt que dice a sus cómplices que deben matarlo. Después de una muy larga lucha cuerpo a cuerpo en el embarque y en una terminal de autobuses, Martin secuestra un aeroplano, y le dice al piloto que vuele sobre los camiones que transportan los contenedores. Martin se tira, aterrizando sobre los contenedores y después de una lucha para ganar control de un camión, Wall Street cae muerto. El padre de Lai se acerca a él, sosteniendo un arma a su cabeza, y dice a Martin que huya. Martin sigue unas direcciones, los dos tienen una conversación, durante la cual Lai es escuchada gritando en el fondo, el cual es cortado por un disparo. Como el padre de Lai apunta su arma a Martin, un tiro se escucha, y se revela que Lai ha pegado un tiro a su padre, por lo cual Martin permanece ileso. Tarconi llega con la policía, quien abre el contenedor y libera a los cautivos dentro de él.

## Reparto
- Jason Statham como Frank Martin.
- Shu Qi como Lai.
- François Berléand como el Inspector Tarconi.
- Matt Schulze como Darren "Wall Street" Bettencourt.
- Didier Saint Melin como Boss.
- Doug Rand como Leader.
- Ric Young como Mr. Kwai.

## Producción
Luc Besson se inspiró por la serie de filmes de BMW The Hire para crear el guion esta película. Al hacerla él la hizo expresamente para Jason Statham, porque estuvo impresionado con su actuación en la película de ciencia ficción The One (2001).
Durante el rodaje Jason Statham hizo la mayoría de sus escenas de riesgo sin utilizar dobles.

## Coches
Cabe destacar, que en la obra cinematográfica el personaje de Jason Statham, Frank Martin, específicamente identifica su coche como un "BMW negro 735i 1999". Sin embargo, en el comentario del DVD, Jason Statham indica que el coche era un Serie 7 750iL V12 1999 con caja de cambios manual. Durante la historia el personaje de Statham Martin robó más tarde un Mercedes Benz W140 SEL 600 v12 AMG (408hp, 300KW) Bettencourt como una compensación por su BMW.

## Estrenos
| País                                                                          | Fecha de estreno                 |
| ----------------------------------------------------------------------------- | -------------------------------- |
| Alemania                                                                      | Jueves 8 de mayo de 2003         |
| Argentina                                                                     | Jueves 12 de diciembre de 2002   |
| Australia                                                                     | Jueves 31 de octubre de 2002     |
| Austria                                                                       | Viernes 9 de mayo de 2003        |
| Bélgica                                                                       | Miércoles 6 de noviembre de 2002 |
| Belice · Costa Rica · El Salvador · Guatemala · Honduras · Nicaragua · Panamá | Viernes 22 de noviembre de 2002  |
| Bolivia                                                                       | Jueves 19 de diciembre de 2002   |
| Brasil                                                                        | Viernes 6 de diciembre de 2002   |
| Bulgaria                                                                      | Viernes 7 de marzo de 2003       |
| Chile                                                                         | Jueves 23 de enero de 2003       |
| Colombia                                                                      | Viernes 22 de noviembre de 2002  |
| Corea del Sur                                                                 | Viernes 31 de enero de 2003      |
| Croacia                                                                       | Jueves 16 de enero de 2003       |
| Ecuador                                                                       | Viernes 10 de enero de 2003      |
| Egipto                                                                        | Miércoles 5 de marzo de 2003     |
| Emiratos Árabes Unidos                                                        | Miércoles 4 de diciembre de 2002 |
| Eslovenia                                                                     | Jueves 3 de abril de 2003        |
| España                                                                        | Viernes 17 de enero de 2003      |
| Estados Unidos · Canadá                                                       | Viernes 11 de octubre de 2002    |
| Estonia                                                                       | Viernes 13 de diciembre de 2002  |
| Filipinas                                                                     | Miércoles 6 de noviembre de 2002 |
| Finlandia                                                                     | Viernes 13 de diciembre de 2002  |
| Francia                                                                       | Miércoles 23 de octubre de 2002  |

| País                         | Fecha de estreno                  |
| ---------------------------- | --------------------------------- |
| Grecia                       | Viernes 29 de noviembre de 2002   |
| Hong Kong                    | Jueves 21 de noviembre de 2002    |
| Hungría                      | Jueves 28 de noviembre de 2002    |
| India                        | Viernes 14 de marzo de 2003       |
| Indonesia                    | Miércoles 12 de febrero de 2003   |
| Islandia                     | Viernes 10 de enero de 2003       |
| Italia                       | Viernes 18 de julio de 2003       |
| Jamaica                      | Miércoles 30 de octubre de 2002   |
| Japón                        | Sábado 1 de febrero de 2003       |
| Letonia                      | Viernes 20 de diciembre de 2002   |
| Líbano                       | Jueves 5 de diciembre de 2002     |
| Lituania                     | Viernes 13 de diciembre de 2002   |
| Malasia                      | Jueves 21 de noviembre de 2002    |
| México                       | Miércoles 20 de noviembre de 2002 |
| Noruega                      | Viernes 10 de enero de 2003       |
| Nueva Zelanda                | Jueves 21 de noviembre de 2002    |
| Paraguay                     | Viernes 28 de marzo de 2003       |
| Perú                         | Jueves 21 de noviembre de 2002    |
| Polonia                      | Miércoles 25 de diciembre de 2002 |
| Puerto Rico                  | Jueves 17 de octubre de 2002      |
| Reino Unido Irlanda          | Viernes 17 de enero de 2003       |
| República Checa · Eslovaquia | Jueves 30 de enero de 2003        |
| República Dominicana         | Jueves 14 de noviembre de 2002    |
| Rumania                      | Viernes 6 de diciembre de 2002    |
| Rusia                        | Martes 31 de diciembre de 2002    |
| Singapur                     | Jueves 10 de octubre de 2002      |
| Sudáfrica                    | Viernes 24 de enero de 2003       |
| Suecia                       | Viernes 10 de enero de 2003       |
| Tailandia                    | Viernes 8 de noviembre de 2002    |
| Taiwán                       | Sábado 9 de noviembre de 2002     |
| Turquía                      | Viernes 6 de diciembre de 2002    |
| Uruguay                      | Viernes 31 de enero de 2003       |
| Venezuela                    | Miércoles 19 de febrero de 2003   |

## Recepción
Transporter funcionó bien en taquilla, lo que provocó dos secuelas, todas con Statham como cabeza de cartel, y una tercera sin Statham.